# Каткова, Тамара Ларионовна
Тамара Ларионовна Каткова (6 июля 1937, Кояново, Бирский район, Башкирская АССР, РСФСР, СССР — 24 мая 2022, Белебей, Башкортостан) — мастер-маслодел Белебеевского молокозавода, Герой Социалистического Труда. Почетный гражданин города Белебей (1987).

## Биография
Тамара Ларионовна Каткова родилась 6 июля 1937 года в с. Кояново Бирского района БАССР. Образование — среднее специальное, в 1974 г. окончила Мелеузовский техникум молочной промышленности.
Трудовую деятельность начала в 1956 г. рабочей на Белебеевском городском молочном заводе, где затем продолжила работать помощником мастера, с 1966 году — старшим мастером-маслоделом.
Под руководством Т. Л. Катковой бригада систематически добивалась совершенствования производства масла, увеличения его выработки и улучшения качества. Задания восьмой пятилетки (1966—1970) возглавляемая ею бригада выполнила на 6 месяцев раньше срока — 28 июня 1970 г. Сверх плана выработала масла на 812 тысяч рублей, производительность труда выросла на 40 процентов.
В 1971 г. бригада освоила самый прогрессивный метод производства масла на поточной линии вакуум-образования производительностью 800 килограммов в час. В первый же год освоения метода бригада увеличила выработку масла на 62,5 процента, производительность труда возросла на 36 процентов. Ежегодно выработка масла увеличивалась на 30—33 процента, производительность труда — на 8—9 процентов. Норма 1975 г. — 1 600 тонн — выполнена бригадой в 1972 г. В 1973 г. было выработано 2 200 тонн масла, в 2,7 раза больше уровня 1970 г., производительность возросла на 89 процентов.
Т. Л. Каткова постоянно проводила работу по улучшению качества продук- I ции. В 1971 г. 99,7 процента масла было выработано высшим сортом, в 1972 г. — 99,8 процента, в 1973 г. 100 процентов масла соответствовало высшему сорту.
За первые три года девятой пятилетки (1971—1975) бригада Т. Л. Катковой произвела 5 169 тонн масла вместо 3 953 тонн по плану. Это на 38 процентов выше уровня, запланированного на конец пятилетки.
За большие успехи в выполнении и перевыполнении плана 1973 г. и принятых социалистических обязательств, достижение высокой производительности труда и выпуск продукции высокого качества Указом Президиума Верховного Совета СССР от 16 января 1974 г. Т. Л. Катковой присвоено звание Героя Социалистического Труда.
С 1975 г. до выхода на пенсию в 2001 года Тамара Ларионовна работала начальником маслодельного цеха.
Почетный гражданин города Белебей (1987).
Депутат Верховного Совета Башкирской АССР десятого созыва (1980—1985).
Тамара Ларионовна Каткова жила в г. Белебее РБ.

## Награды
- Герой Социалистического Труда (1973)
- Награждена орденами Ленина (1971, 1974), медалями, Почетной грамотой Президиума Верховного Совета Башкирской АССР (1966).